# 2010-es Vattenfall Cyclassics
A 2010-es Vattenfall Cyclassics az 1996 óta megkezdett sorozatban a 15. kerékpárveseny volt, melyet 2011. augusztus 15-én rendeztek meg. A verseny része a 2010-es UCI-világranglista-nak és a 2010-es UCI ProTour-nak. Elsőként Tyler Farar haladt át a célvonalon, őt követte Edvald Baosson Hagen és André Greipel.

## Csapatok
21 csapat vett részt a versenyen.

 AG2R La Mondiale ·   Astana ·   BMC Racing Team ·   Caisse d'Epargne ·   Euskaltel-Euskadi ·   Francaise des Jeux ·   Garmin-Transitions ·   Lampre-Farnese Vini ·   Liquigas-Doimo ·  Omega Pharma-Lotto ·  Quick Step ·  Rabobank ·   Team HTC-Columbia ·   Katusha Team ·   Milram ·   Team RadioShack ·   Saxo Bank ·   Sky Procycling ·   Vacansoleil ·   Skil-Shimano ·   Footon-Servetto

## Végeredmény
|    | Versenyző                  | Csapat             | Idő       |
| -- | -------------------------- | ------------------ | --------- |
| 1  | Tyler Farrar (USA)         | Garmin-Transitions | 4:29:24   |
| 2  | Edvald Boasson Hagen (NOR) | Sky Procycling     | +00:00:00 |
| 3  | André Greipel (GER)        | Team HTC-Columbia  | +00:00:00 |
| 4  | Alexander Kristoff (NOR)   | BMC Racing Team    | +00:00:00 |
| 5  | Allan Davis (AUS)          | Astana             | +00:00:00 |
| 6  | Daniele Bennati (ITA)      | Liquigas-Doimo     | +00:00:00 |
| 7  | Thomas Leezer (NED)        | Rabobank           | +00:00:00 |
| 8  | Enrique Mata (ESP)         | Footon-Servetto    | +00:00:00 |
| 9  | Sebastien Hinault (FRA)    | AG2R La Mondiale   | +00:00:00 |
| 10 | Marco Marcato (ITA)        | Vacansoleil        | +00:00:00 |

## Külső hivatkozások
- Hivatalos honlap Archiválva 2011. április 23-i dátummal a Wayback Machine-ben